# Jetro Willems
Jetro Willems, né le 30 mars 1994 à Willemstad aux Antilles néerlandaises (aujourd'hui Curaçao), est un footballeur international néerlandais qui joue au poste d'arrière gauche au NEC Nimègue.

## Biographie

### En club
Le 21 juillet 2017, Jetro Willems rejoint l'Eintracht Francfort, où il vient pour remplacer Bastian Oczipka, parti au FC Schalke 04,.
Le 2 août 2019 Jetro Willems est prêté avec option d'achat à Newcastle United. Il joue son premier match pour les magpies le 11 août suivant, lors de la première journée de la saison 2019-2020 de Premier League face à l'Arsenal FC, contre qui son équipe s'incline (0-1).
Le 23 février 2023, Jetro Willems fait son retour aux Pays-Bas en s'engageant en faveur du FC Groningue. Il signe un contrat jusqu'à la fin de la saison.
Lors de l'été 2023, Jetro Willems rejoint l'Heracles Almelo. Le transfert est annoncé le 14 juin 2023 et il signe un contrat d'un an, plus une année supplémentaire en option.

### En sélection
Jetro dispute son premier match avec la sélection néerlandaise le 26 mai 2012 contre la Slovaquie (victoire 2-0). Il est ensuite sélectionné pour l'Euro 2012, qu'il joue en tant que titulaire malgré l'élimination lors de la phase de poule. Alors qu'il devait être sélectionné pour la Coupe du monde 2014 au Brésil, il se blesse au genou contre le Feyenoord en match de championnat (défaite 2-0) avec son équipe du PSV Eindhoven, ce qui l'empêche de jouer le Mondial.

## Statistiques
| Saison    | Club             | Pays           | Championnat        | Coupes nationales | Coupes d'Europe | Sélection Pays-Bas |
| --------- | ---------------- | -------------- | ------------------ | ----------------- | --------------- | ------------------ |
| 2010-2011 | Sparta Rotterdam | Eerste Divisie | 13 matchs          | -                 | -               |                    |
| 2011-2012 | Sparta Rotterdam | Eerste Divisie | 3 matchs           | -                 | -               |                    |
| 2011-2012 | PSV Eindhoven    | Eredivisie     | 20 matchs / 1 but  | 3 matchs          | 6 matchs (C3)   | 5 matchs           |
| 2012-2013 | PSV Eindhoven    | Eredivisie     | 26 matchs          | 4 matchs          | 4 matchs (C3)   | 3 matchs           |
| 2013-2014 | PSV Eindhoven    | Eredivisie     | 28 matchs / 4 buts | 1 match           | 9 matchs (C3)   | 3 matchs           |
| 2014-2015 | PSV Eindhoven    | Eredivisie     | 30 matchs / 2 buts | 3 matchs / 1 but  | 8 matchs (C3)   | 4 matchs           |

Dernière mise à jour le 27 mai 2015

## Palmarès

### En club
PSV Eindhoven
- Championnat des Pays-Bas
  - Champion en 2015 et 2016
  - Vice-champion en 2013
- Coupe des Pays-Bas
  - Vainqueur en 2012[9]
  - Finaliste en 2013
- Supercoupe des Pays-Bas
  - Vainqueur en 2012 et 2016

 Eintracht Francfort
- Coupe d'Allemagne
  - Vainqueur en 2018
- Supercoupe d'Allemagne
  - Finaliste en 2018

### En sélection
Pays-Bas -17 ans
- Championnat d'Europe des moins de 17 ans
  - Champion en 2011